# إريك سكو
إريك سكو (بالدنماركية: Erik Skou)‏ هو سباح دنماركي، ولد في 11 فبراير 1917 في هورسينس في الدنمارك، وتوفي في 1 مايو 1984.

## وصلات خارجية
- إريك سكو على موقع الاتحاد الدولي للسباحة (الإنجليزية)
- إريك سكو على موقع أوليمبيديا (الإنجليزية)